# Kvarndammen (Lenhovda socken, Småland, 631526-147480)
Kvarndammen är en sjö i Uppvidinge kommun i Småland och ingår i Alsteråns huvudavrinningsområde.